# Grow (Jeangu Macrooy)
Grow è un singolo del cantante surinamese-olandese Jeangu Macrooy, pubblicato il 4 marzo 2020 su etichetta discografica Unexpected Records.
Il brano era stato selezionato dall'emittente radiotelevisiva olandese AVROTROS per rappresentare i Paesi Bassi all'Eurovision Song Contest 2020, che si sarebbe svolto proprio a Rotterdam.
Dato che i Paesi Bassi sarebbero stati il paese organizzatore dell'edizione, il brano avrebbe avuto accesso direttamente alla serata finale del 16 maggio 2020.

## Tracce
1. Grow – 2:59

## Classifiche
| Classifica (2020) | Posizione massima |
| ----------------- | ----------------- |
| Paesi Bassi       | 48                |